# Cantagiro 1978

## Elenco delle canzoni
1. Limousine - Camminerò solo

- Enzo Carella - Amara
- Cino Lombardo e Franco Fiume - New York è come Rho
- Collage - Sole rosso
- Pino Crucitti - Terza B
- Daniela Davoli - Mia
- Gianni Davoli - Amore e favole
- Walter Foini - Una donna, una storia
- Paolo Frescura - Scema
- Turi Valentino - Mi sembra un film
- Rino Gaetano - E cantava le canzoni
- Gepy & Gepy - Chi, io?
- Juli & Julie - Rondine
- Jeanne Mas - On the moon
- Gianni Mocchetti - Cantilena
- Mauro Panzeri - Il tesoro
- Susy Pintus - Maddalena
- Anna Rusticano - Fallo
- Tony Santagata - Ai lavate punk
- Franco Tortora - Piccola dea